# شهرستان صفرمراد ترکمن‌باشی
شهرستان صفرمراد ترکمن‌باشی (به ترکمنی: Saparmyrat Türkmenbaşy etraby، صاپارمیٛرات توٚرکمنباشیٛ اطرابیٛ) یک شهرستان‌ در ترکمنستان است که در استان داش‌اغوز واقع شده‌است.

## تقسیمات اداری
شهرستان صفرمراد ترکمن‌باشی شامل یک شهر، یک شهرک، و بیست و شش شورای روستایی می‌باشد.
- شهرها (şäherler / شأهرلر)
  - صفرمراد ترکمن‌باشی (Saparmyrat Türkmenbaşy / صاپارمیٛرات توٚرکمنباشیٛ)

- شهرک‌ها (şäherçeler / شأهرچه‌لر)
  - آقجه‌تپه (Akjadepe / آقجا‌دپه)

- شوراهای روستایی (oba geňeşlikleri / اوْبا گنگشلیکلری)
  - آشیر قاقابایف (Aşyr Kakabaýew adyndaky / آشیٛر قاقابایف آدیٛنداقیٛ)
    - آقجه‌تپه (Akjadepe / آقجا‌دپه)
    - خرمن‌جیق (Harmanjyk / حارمان‌جیٛق)
    - سیروان (Sirwan / سیروان)
    - شرآویاپ (Şarawýap / شارآویاپ)
    - قجوق‌قلعه (Gojukgala / قوْجوُق‌قالا)
    - قره‌اوی (Garaoý / قارااوْی)
    - قره‌وول‌قلعه (Garawülgala / قاراووٚل‌قالا)

  - آزادلیق (Azatlyk / آزاتلیٛق) 
    - آق‌تام (Aktam / آق‌تام)
    - آلیان (Alýan / آلیان)
    - ایشان‌کول (Işanköl / ایشان‌کؤل)
    - بش‌یاپ (Bäşýap / بأش‌یاپ)
    - قزل‌گنبد (Gyzylkümmet / قیٛزیٛل‌گمبت)
    - گینگیانداق (Giňýandak / گینکیانداق)

  - آی‌بوئور (Aýböwür / آی‌بؤووٚر)
    - آی‌بوئور (Aýböwür / آی‌بؤووٚر)
    - دینگلی‌برون (Diňliburun / دینگلی‌بوُروُن)
    - ‌ ساری‌قالداو (Sarygaldaw / ساریٛ‌قالداو)
    - کسک‌لی (Kesekli / کسک‌لی)
    - ‌ مرجن‌ (Merjen / مرجن)

  - ‌ بایرام تاغانوف (Baýram Taganow adyndaky / بایرام تاغانوف آدیٛنداقیٛ)
    - تغلولی‌اوی (Toklulyoý / توْقلوُلیٛ‌اوْی)
    - مدنیت (Medeniýet / مدنییت)

  - بوغدای‌لی (Bugdaýly  / بوُغدای‌لیٛ)
    - برکت‌لی (Bereketli / برکت‌لی)
    - تازه‌یر‌ (Täzeýer / تأزه‌یر)
    - ناربووت (Narböwet / ناربؤوت)

  - بی‌طرفلیق (Bitaraplyk / بی‌طارتپلیٛق)
    - ‌ بیرلشیک (Birleşik / بیرلشیک)
    - بی‌طرفلیق (Bitaraplyk / بی‌طارتپلیٛق)
    - تازه‌زمان (Täzezaman / تأزه‌زامان)
    - زحمتکش (Zähmetkeş / زأحمتکش)
    - منجوقلی (Monjukly / موْنجوُقلیٛ)
    - نوروز (Nowruz / نوْوروُز)

  - تازه‌دورموش (Täzedurmuş / تأزه‌دوُرموُش)
    - اوچ‌تام (Üçtam / اوٚچ‌تام)
    - داش‌ساقه (Daşsaka / داش‌ساقا)

  - دوستلوق (Dostluk / دوْستلوُق) 
    - بردین‌عیاض‌هوولی (Berdinyýazhowly / بردین‌عیٛیاض‌هوْولیٛ)
    - جنب‌آب (Jembap / جنب‌آپ)
    - قلیچ‌بای‌هوولی (Gylyçbaýhowly / قیٛلیٛق‌بای‌هوْولیٛ)
    - کمینه (Kemine / کمینه)
    - نظربای‌دگیش (Nazarbaýdegiş / ناظاربای‌دگیش)

  - دولت‌لی (Döwletli / دؤولت‌لی)
    - بوزیاپ (Bozýap / بوْزیاپ)
    - دولت‌لی (Döwletli / دؤولت‌لی)
    - دویه‌تام (Düýetam / دوٚیه‌تام)

  - دووکسن (Döwkesen / دؤوکسن)
    - آق‌اوی (Ak öý / آق‌اؤی)
    - آق‌بووت (Akböwet / آق‌بؤوت)
    - بال‌ایشم (Baleýşem / بال‌اَیشم)
    - بوتن‌داغ (Bötendag / بؤتن‌داغ)
    - دووکسن (Döwkesen / دؤوکسن)

  - روح‌آباد (Ruhabat / روُح‌آبات)
    - آق‌دگیش (Akdegiş / آق‌دگیش)
    - بوزاوبه (Bozoba / بوْزاوْبا)
    - روح‌آباد (Ruhabat / روُح‌آبات)

  - ساری‌قامش (Sarygamyş ساریٛ‌قامیٛش)
    - ‌ آت‌قیرلان (Atgyrlan / آت‌قیٛرلان)
    - ساری‌قامش (Sarygamyş ساریٛ‌قامیٛش)
    - سلمه‌لی‌کول (Selmeliköl / سلمه‌لی‌کؤل)
    - قزل‌تام (Gyzyltam / قیٛزیٛل‌تام)

  - سردار (Serdar / سردار)
    - آیری‌جغل (Aýryçagyl / آیریٛ‌چاغیٛل)
    - سردار (Serdar / سردار)

  - ‌*‌ قشقه‌یول (Kaşgaýol / قاشقایوْل)
  - شماخی (Şamahy / شاماحیٛ)
    - چوپان‌تپه (Çopandepe / چوْپان‌دپه)
    - سزاءلی‌اوی (Syzalyoý / سیٛزالیٛ‌اوْی)
    - شماخی (Şamahy / شاماحیٛ)
    - صابون‌یول (Sabynýol / صابیٛن‌یوْل)
    - قیره‌دگن (Gyradegen / قیٛرادگن)

  - صفرمت خواجه‌یف (Saparmät Hojaýew adyndaky / صاپارمأت حوْجایف آدیٛنداقیٛ)
    - کوچک‌قوم (Kiçigum / کیچی‌قوُم)
    - ‌ یارتی‌قلعه (Ýartygala / یارتیٛ‌قالا)

  - غله‌چی (Gallaçy / غالّاچیٛ)
    - روح‌بلند (Ruhubelent / روُح‌بلنت) ‌
    - غله‌چی (Gallaçy / غالّاچیٛ)

  - ‌ قزلجه‌قلعه (Gyzyljagala / قیٛزیٛلجاقالا)
    - امین‌هوولی (Eminhowly / امین‌هوْولیٛ)
    - ‌ خواجه‌لی (Hojaly / حوْجالیٛ)
    - سازاق‌یاپ (Sazakýap / سازاق‌یاپ)
    - ‌ قره‌تپه (Garadepe / قارادپه)
    - قره‌ساچ (Garasaç / قاراساچ)
    - ‌ قزلجه‌قلعه (Gyzyljagala / قیٛزیٛلجاقالا)
    - کیرشن‌اوی‌ (Kirşenoý / کیرشن‌اوْی)

  - ‌ قوشه‌هوولی (Goşahowly / قوْشاهوْولیٛ)
    - آرزو (Arzuw / آرزوُو)
    - آغزی‌بیرلیک (Agzybirlik / آغزیٛ‌بیرلیک)
    - بابادهقان (Babadaýhan / بابادایحان)
    - برکت (Bereket / برکت)
    - بش‌تام (Bäştam / بأش‌تام)
    - پیشانی‌لی‌تپه (Peşanalydepe / پشانالیٛ‌دپه)
    - قالقینیش (Galkynyş /‌ قالقیٛنیٛش)
    - قرق‌قویی (Kyrkguýy / قیٛرق‌قوُییٛ)
    - ‌ قوشه‌هوولی (Goşahowly / قوْشاهوْولیٛ)
    - کمرایلغین (Kemerýylgyn / کمرییٛلغیٛن)

  - فراغت (Parahat / پاراحات) 
    - دعوالی‌کول (Dawalyköl / داعوالیٛ‌کؤل)
    - سنگر (Seňňer / سنگّر)
    - گول‌یر (Gölýer / گؤل‌یر)

  - گورلده (Görelde / گؤرلده) 
    - باقی‌یاپ (Bakyýap / باقیٛ‌یاپ)
    - ‌ سوران‌لی (Sowranly / سوْوران‌لیٛ)
    - قوم‌قاچی (Gumgaçy / قوُم‌قاچیٛ)

  - کمینه (Kemine / کمینه)
    - ایلغین‌لی (Ýylgynly / ییٛلغیٛن‌لیٛ)
    - سیدییلا (Seýitýaýla / سییت‌یایلا)
    - کرنای‌اوبه (Kernaýoba / کرنای‌اوْبا)

  - گونش‌لی ترکمنستان (Güneşli Türkmenistan / گوٚنش‌لی توٚرکمنیستان)
    - اوست‌یورت (Üstýurt / اوٚست‌یوُرت)
    - سحرلیک (Şäherlik / سأحرلیک)
    - قزاق‌دگیش (Gazakdegiş / قازاق‌دگیش)
    - قوم‌یول (Gumýol / قوُم‌یوْل)
    - گازلی (Gazly / گازلیٛ)

  - ملااوراز خواجه‌ممدوف (Mollaoraz Hojamämmedow adyndaky / موْلّااوْراز حوْجامأمّدوف آدیٛنداقیٛ)
    - قاتی‌لیق (Gatylyk / قاتیٛ‌لیٛق)
    - قارری‌یاسقه (Garryýasga / قارریٛ‌‌یاسقا)
    - قویی‌لیق (Guýulyk / قوُیوُلیٛق)

  - نازلی قلیچوف (Nazly Gylyjow adyndaky / نازلیٛ‌ قیٛلیٛجوف)
    - تغالاق‌تپه (Togalakdepe / توْغالاق‌دپه)
    - چین‌آقار (Çynakar / چیٛن‌آقار)
    - قزل‌چارق (Gyzylçaryk / قیٛزیٛل‌چاریٛق)
    - گول‌یاپ (Gölýap / گؤل‌یاپ)
    - یکه‌آغاج‌لی (Ýekeagaçly / یکه‌آغاچ‌لیٛ)

  - یالقیم (Ýalkym / یالقیٛم) 
    - ازون‌سو (Uzynsuw / اوُزیٛن‌سوُو)
    - آق‌یاپ (Akýap / آق‌یاپ)
    - آنااوی (Annaoý / آنّااوْی)
    - باده‌سو (Badasuw / باداسوُو)
    - تورانگی‌لی (Toraňňyly / توْرانگّیٛ‌لیٛ)
    - قوش‌بیگی (Guşbegi / قوُش‌بگی)
    - گوزل‌چگه (Gözelçäge / گؤزل‌چأگه)

  - ینگیش (Ýeňiş / ینگیش) 
    - قجاق‌لی (Gyjakly / قیٛجاق‌لیٛ)
    - نفراوی (Nefereoý / نفراوْی)
    - ینگیش (Ýeňiş / ینگیش)